# Forti austriaci nel Polesine
La rete difensiva del Polesine nel periodo della dominazione austriaca era composta da 4 fortificazioni situate rispettivamente nelle località di Boara Polesine, Sarzano, Roverdicrè e Borsea.
Esse facevano parte di una struttura più ampia composta da lunette e cinta difensive che a loro volta rientravano in un più ampio piano difensivo per il Veneto.
Ad oggi non vi restano più tracce visibili a causa della demolizione nel 1866 e della successiva costruzione di edifici.

## Storia
Dopo la seconda guerra d'indipendenza, nel 1859, a seguito della cessione della Lombardia all'Italia, il Comando Supremo Imperiale Austriaco decise di costruire una rete di fortificazioni per la difesa del Veneto dal neo-nascente stato Italiano. A motivo di ciò tra il 1859 e il 1862 in Polesine vennero costruiti quattro forti nelle posizioni strategiche di Boara Polesine, Sarzano, Roverdicrè e Borsea assieme a 20 batterie dì artiglieria tra cui quattro “lunette”.
Questi formavano un quadrilatero attorno alla città di Rovigo . Questa tipologia di strutture la si può ritrovare in altre città tra Lombardia e Veneto quali Legnago, Mantova, Verona e Peschiera.
Nel pieno della terza guerra d'indipendenza nel 1866 le truppe presenti a Rovigo si spostarono verso Stanghella ed il 9 luglio dello stesso anno, le strutture difensive vennero fatte demolire alle ore 23:00 per ordine dell'impero Austro Ungarico.
Vennero usate ingenti quantità di esplosivo e le testimonianze dell'epoca riportano che l'esplosione si sia udita fino alle città di Ferrara, Adria e Monselice.

## I forti
I quattro forti appartenevano alla categoria dei “Turmfort“ (letteralmente ”forte a torre”)  in quanto presentavano una struttura piramidale a base circolare che si innalzava su tre piani.
Ogni forte era circondato da un fossato che ne delimitava il perimetro.

### Armamenti
Secondo le memorie del tenente colonnello in comando Salis Soglio ogni forte era armato con 49 cannoni di ferro da 12 libbre a retrocarica, 24 cannoni di ferro per granata da 7 libbre, 4 pezzi d'artiglieria per razzi da 6 libbre per un totale di 77 pezzi d'artiglieria. I forti di Borsea e Roverdicrè erano inoltre equipaggiati con altri tre pezzi d'artiglieria per un totale di 80.
A differenza di ciò che afferma Salis Soglio, Biscaccia afferma che il numero di cannoni era nettamente inferiore; infatti riporta un totale di soli 48 cannoni per forte.

### Impiego operativo
I forti di Borsea, Roverdicrè e Sarzano, salvo che per il collaudo avvenuto il 1º luglio 1863, non vennero mai utilizzati in combattimenti.
Il forte di Boara invece, venne utilizzato il 3 febbraio 1866 in una simulazione che risultò fallimentare a seguito di problemi strutturali che, a causa del terreno sabbioso e il peso eccessivo dei materiali impiegati, fecero sprofondare il forte.

### Costi
Per la costruzione delle quattro fortificazione furono spesi:
- forte di Sarzano: 230,000 fiorini;
- forte di Borsea: 200,000 fiorini;
- forte di Roverdicrè: 198,000 fiorini;
- forte di Boara: 440,000 fiorini.

## Galleria d'immagini

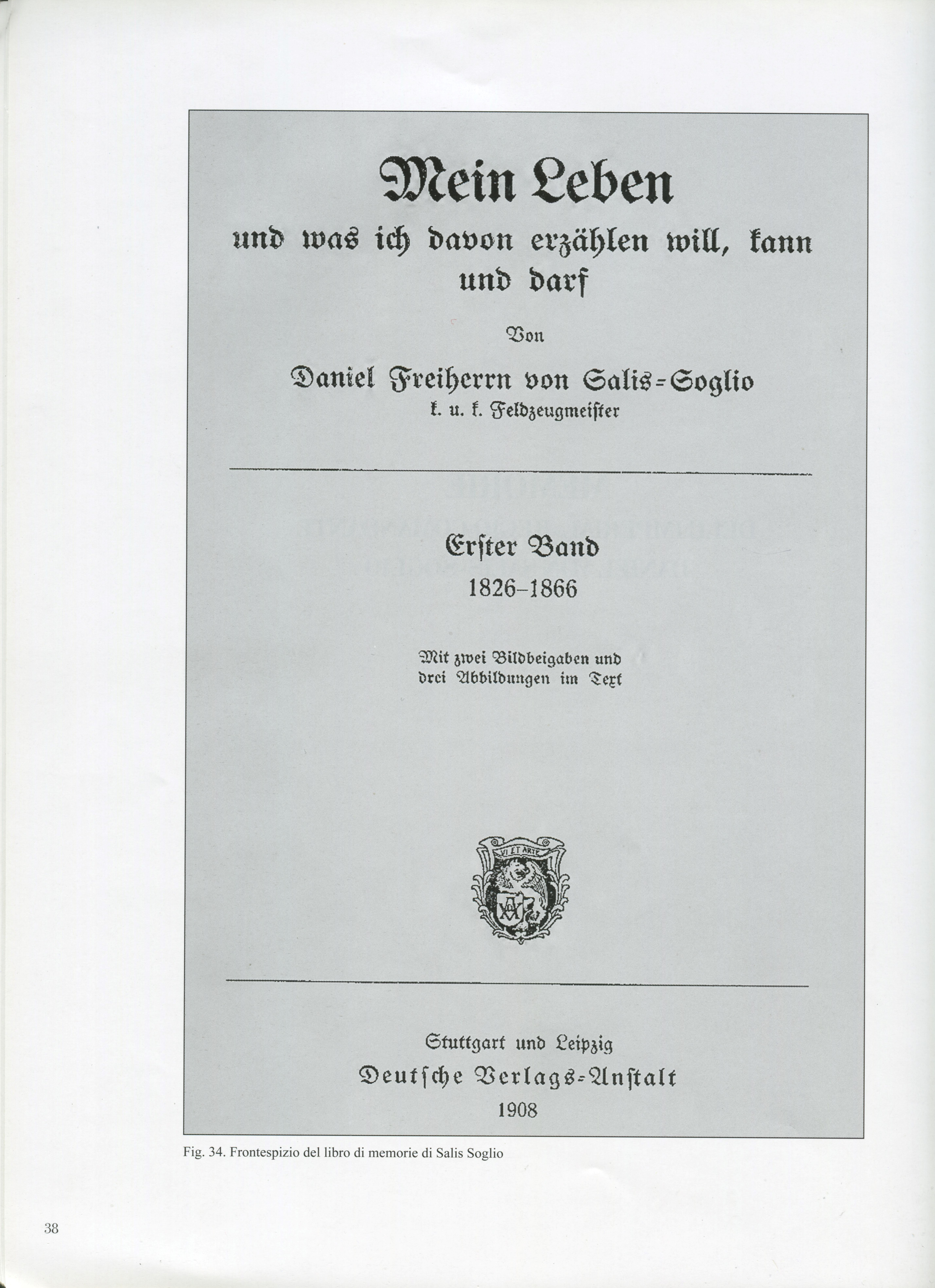